# ケイシー・レイベルト
ケイシー・リサ・レイベルト（Casey Lisa Reibelt、1988年1月15日 - ) は、オーストラリアの女性サッカー審判員。2014年から国際サッカー連盟 (FIFA) に国際審判員として登録されている。

## 来歴
15歳からサッカー審判員を目指し始める。2008年からWリーグ（2021年にAリーグ・ウィメンに改組）の担当審判となる。
2019年にはフランスで開催された2019 FIFA女子ワールドカップの審判団に選ばれ、グループリーグ1試合を担当。
2022年からはAリーグ・メン（男子）の審判員も務めている。
2023年1月9日、FIFAは同年にオーストラリアとニュージーランドでの共催となる2023 FIFA女子ワールドカップの審判団に選出。グループステージ2試合の主審を務めたほか、ラウンド16で第4審を務めた。
同年11月には日本サッカー協会 (JFA) とオーストラリアサッカー連盟 (FFA) の「審判交流プログラム」としてJFAに招聘され、2023-24 WEリーグ3試合を担当した。